# Cape Hoppner
Cape Hoppner är en udde i Kanada.   Den ligger i territoriet Northwest Territories, i den norra delen av landet, 3 700 km nordväst om huvudstaden Ottawa.
Terrängen inåt land är huvudsakligen platt, men österut är den kuperad. Havet är nära Cape Hoppner åt nordväst. Trakten runt Cape Hoppner är nära nog obefolkad, med mindre än två invånare per kvadratkilometer.. Det finns inga samhällen i närheten.
Trakten runt Cape Hoppner består i huvudsak av gräsmarker.